# 托马斯·希尔斯特伦
托马斯·希尔斯特伦（瑞典語：Thomas Kihlström，1948年12月11日—），瑞典男子羽球運動員，以其敏捷、戰術敏銳和壓力下的冷靜而聞名。儘管在職業生涯早期是一位令人印象深刻的單打選手，但他的生涯成就主要來自雙打。從1973年到1988年，托马斯·希尔斯特伦在瑞典全國錦標賽中共拿到了24次冠軍。在世界級羽球選手愈加傾向專精於一個單項的時代，他的“全能型”技巧證明了他是唯一一位在世界羽球錦標賽中獲得男子單打、男子雙打和混合雙打三個項目獎牌的人，並且也是唯一一位在日本羽球公開賽贏得了這三個項目獎牌的人。

## 生平
托马斯·希尔斯特伦與諾拉·佩里贏得了1983年IBF世界錦標賽的混合雙打冠軍。他還在歐洲羽球錦標賽上獲得了16枚獎牌，其中2枚為男子單打，2枚為混合雙打，5枚為男子雙打，7枚為團體比賽。他贏得兩個全英羽球公開錦標賽男子雙打冠軍，一個是1976年與本特·佛勒曼搭檔，另一個是1983年與斯特凡·卡爾森搭檔。他還在1983年與諾拉·佩里搭檔贏得全英混合雙打冠軍。